# IC 2066
IC 2066 је спирална галаксија у сазвјежђу Златна риба која се налази на листи објеката дубоког неба у Индекс каталогу.
Деклинација објекта је - 54° 44' 0" а ректасцензија 4h 23m 32,2s. Привидна величина (магнитуда) објекта IC 2066 износи 14,6 а фотографска магнитуда 15,3. IC 2066 је још познат и под ознакама ESO 157-25, FAIR 770, PGC 15019.